# Día del caracol
El día del caracol es una fiesta gastronómica celebrada en Riogordo (Málaga) España, el último domingo de mayo. Además está declarado "Fiesta de interés singular de la provincia".
La fiesta consiste en la degustación del caldo de caracol elaborado al estilo tradicional. Además de caracoles y vino, se pueden degustar otros productos típicos y disfrutar de bailes regionales. En esta jornada se hace entrega de premios anuales a personas y asociaciones que hayan contribuido de diferentes maneras con el progreso de este pueblo ubicado en la Alta Axarquía, al borde de los Montes de Málaga.